# Александров Рагтайм Бенд
Alexandroff Ragtime Band (ARB, Александров Рагтайм Бенд) е българска джаз формация.

## История
Бендът е създаден през лятото на 1986 г. от Румен „Дебелия“ Александров (Roumen „Fats“ Alexandroff). Първата сценична изява е през април 1987 година в Пловдив на Младежката джаз сцена, организирана от журналиста Владимир Гаджев.
ARB е кръг от музиканти, обединени от интереса им към традиционалния джаз – рагтайм, диксиленд, блус. ARB концертира в различни като инструментариум и брой инструменти формации – единствено ненарушимо правило (с изключение на първите две-три изяви) е отсъствието на ударни инструменти. Дълги години ARB основно е трио – кларинет, банджо, туба, понякога квартет с пиано, но в някои случаи са прибавени тромпет, тромбон и саксофони.
От 1987 г. до лятото на 1990 г., заедно с джаз-критика Владимир Гаджев, ARB е оркестър-домакин на „Saturday Jazz Club“ и организира фестивала „Jazz In The Garden“ през 1988, 1989 и 1990 година в София. В клуба свирят всички водещи по това време български джаз изпълнители – Динамит Брас Бенд, Бели, Зелени, Червени, Акустична версия, Йълдъз Ибрахимова, Теодоси Стойков, диригентът Александров Владигеров, и много други. В третия фестивал участва и пианистът Милчо Левиев със своето комбо.
По различно време бендът е участвал във всички български джаз фестивали в София, Пловдив, Русе, Банско, Тетевен, Бургас и др. Всяка година ARB участва в габровския Диксиленд парад – единственият специализиран фестивал за традиционален джаз на Балканите. От края на 1987 г. в много от концертите участва певицата Светла Гостева. Музикалната ѝ кариера започва в края на 1960-те години в Прага, където учи английска и испанска филология. Работи с пражките „Steamboat Stompers“, с които записва LP в Supraphone през 1970 г. Освен това изнася концерти с холандския пианист Jack Van Poll (по това време също студент в Прага). След завръщането си в България Гостева дълго време е солистка на най-популярния по това време състав – пловдивските „Бели, Зелени, Червени“ на саксофониста Веселин Николов.

## Състав
- Румен Александров – банджо
- Невилиян Гемижев – кларинет
- Георги Ценев – пиано
- Николай Темнисков/Димитър Узунов/ Николай Енев – туба
- Десислава Тилева – вокал
- Мери Начева – вокал
- Стойчо Раднев – тромпет

### Музиканти участвали в Александров Рагтайм Бенд
- Светла Гостева – вокал,
- Ангелина Секулова – вокал
- Деница Асенова – вокал
- Светозар Русинов, Венко Захариев, Христо Златинов, Христо Христов, (кларинет, саксофони)
- Георги Георгиев, Генчо Въртовски (тромпет)
- Васил Акимов (туба)
- Юлиан Янушев (саксофон) – дългогодишен солист в бендовете на Радио София и Радио Лайпциг
- Георги Корназов, Владимир Славчев (тромбон)

## Дискография
- CD – ARB „Sentimental Journey“ – 2006
  - Ангелина Секулова – вокал
  - Румен Александров – банджо
  - Нивелиян Гемижев – кларинет
  - Георги Ценев – пиано
  - Димитър Узунов – туба
- „01 Nobody Knows You“
- „02 Sentimental Journey“
- "03 Burbon Street Parade „
- “04 Baby Won't You Please Come Home „
- “05 Beale Street Blues „
- “06 Kansas sity man blues"
- „07 Bei Mir Bist Du Schoen“
- „09 St. James Infirmary“
- “10 Ice Cream „
- “11 Bonus Track "